# Associazione Calcistica Sporting Cecina 1929
L'Associazione Calcistica Sporting Cecina 1929, nota più semplicemente come Cecina, è una società calcistica italiana con sede nella città di Cecina. Milita in Eccellenza, quinta divisione del campionato italiano.
I suoi colori sociali sono il rosso e il blu, mentre il suo simbolo è l'omino di ferro. Fondata nel 1924 e organizzatasi in forma più stabile nel 1929, vanta diverse partecipazioni alla Serie C, ultima delle quali nella Serie C2 1995-1996 quando retrocesse dopo otto campionati consecutivi di professionismo. Ha militato poi in Serie D dal 2004 fino al 2010.
Nel campionato 2023-2024 militerà in Eccellenza, il quinto livello del campionato italiano, il primo su scala regionale.

## Storia[1]
Nel 1924 nacque l'Associazione Sportiva Cecina, cinque anni più tardi deciderà di darsi un'organizzazione più stabile e nel 1930 si affiliò per la prima volta alla FIGC debuttando nel campionato di Terza Divisione. La prima stagione del club cecinese si rivelò vincente, infatti ottenne la vittoria del campionato e la conseguente promozione in Seconda Divisione.
Una grave crisi finanziaria colpì la società nel 1932, che ritirò la squadra dalla Seconda Divisione, lasciando nella cittadina toscana un vuoto calcistico lungo cinque anni.
Accadde poi che, nel 1937 il titolare del Bar Napoli, Fiore Giannellini, si convinse a riportare il gioco del calcio a Cecina costituendo il Gruppo Sportivo Bar Napoli, iscrivendosi al campionato di propaganda. I colori sociali del nuovo club furono il nero cerchiato di giallo e rosso. Nel 1938-39 il club riprese la denominazione di A.S. Cecina con maglia rosso-blu (relegando alla seconda la divisa nerocerchiata), e partecipò alla Prima Divisione. La stagione segnò l'ingresso in società dell'imprenditore Tito Bianchi, il quale costruì un organico competitivo, portando la squadra alla promozione in Serie C 1939-1940. La terza serie nazionale osserverà la presenza della squadra cecinese fino al 1942, ma a causa del conflitto bellico in atto la squadra si ritirò a torneo in corso poco prima della sospensione, e ciò le costò la non ammissione al campionato di C successivo: una volta riprese le attività calcistiche ufficiali, il Cecina si ritrovò in Prima Divisione. Vinto il proprio campionato di competenza, la squadra riconquistò sul campo la terza serie, in cui vi rimase sino al 1948.
Dal 1948 al 1988 il Cecina militò pressoché stabilmente nel campionato di quarto livello italiano (a seconda dei periodi chiamato Promozione Interregionale, IV Serie, Interregionale, Serie D), prima di ritornare fra i professionisti vincendo il girone E del Campionato Interregionale 1987-1988 e piazzandosi al 10º posto nella Serie C2 1988-1989 (girone A).
Il club della cittadina livornese riuscì a permanere in C2 fino al 1996, nel mezzo vi furono tre ripescaggi dopo avvenuta retrocessione sul campo: nel 1990-1991, nel 1992-1993 e nel 1993-1994.
In seguito alla sconfitta nello spareggio per non retrocedere (1-1 e 0-0 contro il Tolentino), il Cecina nel 1995-96 retrocesse nel CND, e oscillò fra quarto e quinto livello del calcio italiano fino al campionato di Serie D 2009-2010, in quanto a campionato concluso il club fallisce.
Nel 2010 venne fondato un nuovo club, l'Associazione Calcistica Sporting Cecina 1929 che partì dall'ultimo livello del calcio italiano, la Terza Categoria, giungendo in Prima Categoria nel 2013, ottenendo dunque due promozioni di fila e un terzo posto nel girone D della Prima Categoria 2013-2014. Nel campionato 2014-2015 vince il campionato di Prima Categoria e conquista la Promozione.
Nel 2016 la squadra vince il campionato di Promozione e viene promossa in Eccellenza Toscana. Nella stagione 2016/2017 il club dell'Omino di Ferro non riesce ad evitare i play-out: così, la sconfitta nella sfida decisiva con il Pontebuggianese riporta lo Sporting Cecina in Promozione. Nella stagione seguente, dopo la cavalcata in campionato culminata con la seconda posizione finale, il Cecina accede ai playoff e, battendo la Chantigiana in finale, torna in Eccellenza dopo un anno. Il sodalizio rossoblù chiude poi il campionato di Eccellenza Toscana 2018-2019 al 15º posto e retrocede nuovamente.
La squadra disputa poi quattro tornei consecutivi in Promozione, fino alla vittoria del campionato nel 2023, che sancisce il ritorno in Eccellenza.

## Strutture

### Stadio
La squadra gioca le partite casalinghe allo stadio Comunale Loris Rossetti di Cecina. L'impianto può ospitare fino a 5 000 spettatori, distribuiti tra tribuna centrale (coperta), gradinata Est (senza copertura), settore ospiti (senza copertura) e curva Nord (coperta). Il campo di gioco misura 105 m x 65 m ed è in erba sintetica.
Nel maggio del 2018 è previsto il via ai lavori di ristrutturazione dell'impianto, che prevedono la costruzione di un settore ospiti lato curva sud e la messa a norma della gradinata adesso inagibile.

## Palmarès

### Competizioni nazionali
- Campionato Interregionale: 1

1987-1988 (girone E)

### Competizioni regionali
- Eccellenza: 1

2003-2004 (girone A)
- Promozione: 4

1952-1953 (girone B), 1975-1976, 1978-1979 (girone A), 2022-2023 (girone C)
- Prima Categoria: 3

1965-1966 (girone C), 1966-1967 (girone C), 2014-2015 (girone D)
- Prima Divisione: 2

1938-1939, 1945-1946 (girone F)
- Campionato italiano di terza divisione: 1

1930-1931

### Competizioni giovanili
- Memorial Pietro Martinelli: 1

1990

## Tifoseria
La tifoseria dello Sporting Cecina nacque per la prima volta intorno agli anni 80. Si ricordano in quegli anni gli esodi per i derby contro Piombino e Rosignano, con quasi sei mila tifosi al seguito.